# European Disability Forum
El European Disability Forum (EDF, en sus siglas en inglés, y Foro Europeo de la Discapacidad, en castellano) es una organización independiente que lucha por los derechos de las personas europeas con discapacidad y sus familias. Se calcula que representa a 100 millones de personas en unos 30 países. Su principal misión es promover la igualdad de oportunidades para personas con discapacidad y proteger sus derechos humanos, asegurándose de que ninguna decisión que les afecte sea tomada sin ellas. Incide en las políticas de las autoridades y las instituciones europeas. Por citar algunas de sus campañas, EDF ha reivindicado la accesibilidad en las elecciones o en los medios de transporte.
La organización fue creada en el año 1996. El politólogo griego Yannis Vardakastanis es su presidente desde 1999. Como entidad paraguas, su organización miembro en España es CERMI. Otras de sus organizaciones miembro son Inclusion Europe, como miembro completo, o EASPD como miembro ordinario.